# Atovaquone
Atovaquone (đánh vần thay thế: atavaquone) là một hợp chất hóa học thuộc nhóm naphthoquinones. Atovaquone là một hydroxy-1,4-naphthoquinone, một chất tương tự của ubiquinone, với hoạt tính chống viêm phổi. Nó được sản xuất tại Mỹ dưới dạng lỏng, hoặc hỗn dịch uống, dưới tên thương hiệu Mepron.

## Công dụng
Atovaquone là một loại thuốc dùng để điều trị hoặc phòng ngừa:
1. Đối với viêm phổi do pneumocystis (PCP),[2][3] nó được sử dụng trong các trường hợp nhẹ, mặc dù nó không được chấp thuận để điều trị cho các trường hợp nặng.
2. Đối với bệnh toxoplasmosis,[4] thuốc có tác dụng chống ngứa và điều trị.
3. Đối với bệnh sốt rét, nó là một trong hai thành phần (cùng với proarinil) trong thuốc Malarone. Malarone có ít tác dụng phụ hơn và đắt hơn mefloquine.[5] Kháng chiến đã được quan sát.[6]
4. Đối với Babia, nó thường được sử dụng kết hợp với azithromycin đường uống.[7]

Trimethoprim/sulfamethoxazole (TMP-SMX, Bactrim) thường được coi là liệu pháp đầu tiên cho điều trị PCP hoặc bệnh toxoplasmosis. Tuy nhiên, atovaquone có thể được sử dụng ở những bệnh nhân không thể dung nạp hoặc dị ứng với các thuốc sulfonamid như TMP-SMX. Ngoài ra, atovaquone có ưu điểm là không gây ức chế tủy, đây là một vấn đề quan trọng ở những bệnh nhân đã trải qua cấy ghép tủy xương.
Atovaquone được dùng dự phòng cho bệnh nhân ghép thận để phòng ngừa PCP trong trường hợp Bactrim chống chỉ định cho bệnh nhân.

## Bệnh sốt rét
Atovaquone, là một chế phẩm kết hợp với proarchil, đã có sẵn trên thị trường từ GlaxoSmithKline từ năm 2000 với tên Malarone để điều trị và phòng chống sốt rét.